# 8 Armia (Cesarstwo Niemieckie)

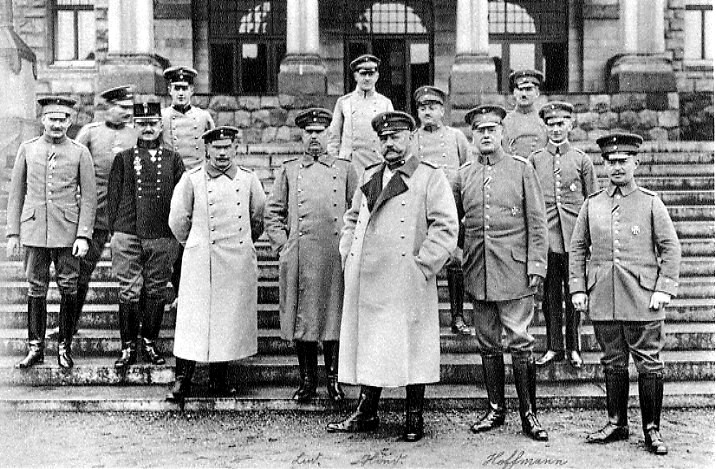
Oficerowie sztabu 8 Armii

8 Armia – związek operacyjny Armii Cesarstwa Niemieckiego w okresie I wojny światowej, formowany dwa razy.

## Historia
I formowanie. Dowództwo i sztab polowy 8 Armii utworzono 2 sierpnia 1914 roku w Prusach Wschodnich. Rozformowano 8 Armię 29 września 1915.
W początkowym okresie I wojny światowej w swym składzie posiadała 14,5 dywizji piechoty i jedną dywizję kawalerii, ok. 200 tys. żołnierzy, 1044 działa, w tym 156 ciężkich, 56 samolotów.
II formowanie. Dowództwo i sztab polowy 8 Armii utworzono 30 grudnia 1915 w rejonie nadbałtyckim. Walczyła na froncie wschodnim. Rozformowano ją 21 stycznia 1919.

## Dowódcy armii
| Stopień           | Nazwisko                             | Okres                   |
| I formowanie      | I formowanie                         | I formowanie            |
| ----------------- | ------------------------------------ | ----------------------- |
| Generał pułkownik | Maximilian von Prittwitz und Gaffron | 2.08.1914 - 22.08.1914; |
| Generał pułkownik | Paul von Hindenburg                  | 22.08.1914- 8.09.1914   |
| Generał artylerii | Richard von Schubert                 | 8.09.1914 - 8.10.1914   |
| Generał piechoty  | Herman von François                  | 8.10.1914 - 7.11.1914   |
| Generał piechoty  | Otto von Below                       | 7.11.1914 - 26.05.1915  |
| Generał artylerii | Friedrich von Scholtz                | 26.05.1915 - 29.09.1915 |
| II formowanie     |                                      |                         |
| Generał piechoty  | Otto von Below                       | 30.12.1915 - 3.10.1916  |
| Generał piechotk  | Max von Fabeck                       | 3.10.1916 - 22.10.1916  |
| Generał piechoty  | Bruno von Mudrat                     | 22.10.1916 - 2.01.1917  |
| Generał piechoty  | Friedrich von Scholtz                | 2.01.1917 - 22.04.1917  |
| Generał piechoty  | Oskar von Hutier                     | 22.04.1917 - 22.12.1917 |
| Generał piechoty  | Karl von Kirchbach                   | 22.12.1917 - 31.07.1918 |
| Generał piechoty  | Hugo von Katen                       | 31.07.1918 - 21.01.1919 |